# Leurohippus linearis
Leurohippus linearis är en insektsart som först beskrevs av Rehn, J.A.G. 1906.  Leurohippus linearis ingår i släktet Leurohippus och familjen gräshoppor. Inga underarter finns listade i Catalogue of Life.